# Förkärla socken
Förkärla socken i Blekinge ingick i Medelstads härad, uppgick 1967 i Ronneby stad och området ingår sedan 1971 i Ronneby kommun och motsvarar från 2016 Förkärla distrikt i Blekinge län.
Socknens areal är 30,7 kvadratkilometer, varav land 30,2. År 2000 fanns här 290 invånare. Kyrkbyn Förkärla med Förkärla kyrka ligger i denna socken.

## Administrativ historik
Socknen har medeltida ursprung med en kyrka från 1200-talet.
Vid kommunreformen 1862 övergick socknens ansvar för de kyrkliga frågorna till Förkärla församling och för de borgerliga frågorna till Förkärla landskommun. 1 maj 1888 utbröts Hasslö socken. Landskommunen uppgick 1952 i Listerby landskommun och uppgick 1967 i Ronneby stad som 1971 uppgick i Ronneby kommun. Församlingen uppgick 2002 i Listerby församling som 2010 uppgick i Ronneby församling.
1 januari 2016 inrättades distriktet Förkärla, med samma omfattning som församlingen hade 1999/2000.
Socknen har tillhört fögderier, tingslag och domsagor enligt vad som beskrivs i artikeln Medelstads härad.Socken indelades fram till 1901 i 12 båtsmanshåll, vars båtsmän tillhörde Blekinges 3:e (1:a före 1845) båstmanskompani.

## Geografi
Förkärla socken ligger innanför Utöfjärden väster om Karlskrona mellan Listerbyån och Nättrabyån. Den består av omväxlande odlingsbygd, skog och bergknallar såväl på fastlandet som i skärgården utanför. I socken återfinns halvön Tromtö och ön Almö.

## Gårdar
| Nr    | Namn                                                        |
| ----- | ----------------------------------------------------------- |
| 1-11  | Förkärla                                                    |
| 12-13 | Arvidstorp                                                  |
| 14    | Stegeryd                                                    |
| 15    | Saltäng                                                     |
| 16-19 | Lilla Vambåsa                                               |
| 20-26 | Stora Vambåsa                                               |
| 27-29 | Esketorp                                                    |
| 30-32 | Tromtesunda                                                 |
| 33    | Kvalsmö                                                     |
| 34-37 | Almö                                                        |
| 38-47 | Hasslö                                                      |
| 48-50 | Hasslö skären                                               |
| 51    | Tromtö, Hästholmen och Bollö är öar som ligger under Hasslö |

## Fornminnen
Stenåldersboplats finnes vid Hjortahammar på Almö och hällkista vid Vambåsa. Gravrösen är kända från flera platser som Forstheim och Hjortahammar. På båda ställena finnas dessutom järnåldersgravfält av högar, rösen, stensättningar och resta stenar. I viken in till socknen finns en pålspärr från till vikingatid.

## Namnet
Namnet (1471 Førcherle), taget från kyrkbyn, förledet är fyri ’furuskog’ eller före ’vadställe’, ’sankäng’, efterledet är karl.

## Befolkningsutveckling
| Befolkningsutvecklingen i Förkärla socken 1750–1990                                                     | Befolkningsutvecklingen i Förkärla socken 1750–1990 | Befolkningsutvecklingen i Förkärla socken 1750–1990 | Befolkningsutvecklingen i Förkärla socken 1750–1990 | Befolkningsutvecklingen i Förkärla socken 1750–1990 |
| --- | --------------------------------------------------- | --------------------------------------------------- | --------------------------------------------------- | --------------------------------------------------- |
| |                                                     |                                                     |                                                     |                                                     |
| År |                                                     |                                                     | Folkmängd                                           |                                                     |
| 1750 | 1750                                                |                                                     | 489                                                 |                                                     |
| 1760 | 1760                                                |                                                     | 643                                                 |                                                     |
| 1769 | 1769                                                |                                                     | 701                                                 |                                                     |
| 1780 | 1780                                                |                                                     | 715                                                 |                                                     |
| 1790 | 1790                                                |                                                     | 724                                                 |                                                     |
| 1800 | 1800                                                |                                                     | 846                                                 |                                                     |
| 1810 | 1810                                                |                                                     | 824                                                 |                                                     |
| 1820 | 1820                                                |                                                     | 1 017                                               |                                                     |
| 1830 | 1830                                                |                                                     | 1 000                                               |                                                     |
| 1840 | 1840                                                |                                                     | 1 121                                               |                                                     |
| 1850 | 1850                                                |                                                     | 1 321                                               |                                                     |
| 1860 | 1860                                                |                                                     | 1 488                                               |                                                     |
| 1870 | 1870                                                |                                                     | 1 624                                               |                                                     |
| 1880 | 1880                                                |                                                     | 1 714                                               |                                                     |
| 1890 | 1890                                                |                                                     | 874                                                 |                                                     |
| 1900 | 1900                                                |                                                     | 852                                                 |                                                     |
| 1910 | 1910                                                |                                                     | 811                                                 |                                                     |
| 1920 | 1920                                                |                                                     | 743                                                 |                                                     |
| 1930 | 1930                                                |                                                     | 687                                                 |                                                     |
| 1940 | 1940                                                |                                                     | 586                                                 |                                                     |
| 1950 | 1950                                                |                                                     | 475                                                 |                                                     |
| 1960 | 1960                                                |                                                     | 382                                                 |                                                     |
| 1970 | 1970                                                |                                                     | 288                                                 |                                                     |
| 1980 | 1980                                                |                                                     | 275                                                 |                                                     |
| 1990 | 1990                                                |                                                     | 280                                                 |                                                     |
| Anm: Källor: Umeå universitet - Tabellverket 1749-1859, Demografiska databasen, CEDAR, Umeå universitet |                                                     |                                                     |                                                     |                                                     |

### Fotnoter
1. 1 2 3  Svensk Uppslagsbok andra upplagan 1947–1955: Förkärla socken
2. 1 2  Harlén, Hans; Harlén Eivy (2003). Sverige från A till Ö: geografisk-historisk uppslagsbok. Stockholm: Kommentus. Libris 9337075. ISBN 91-7345-139-8
3. ↑  ”Församlingar”. Statistiska centralbyrån. https://www.scb.se/hitta-statistik/regional-statistik-och-kartor/regionala-indelningar/forsamlingar/. Läst 30 december 2022.
4. ↑  "Ostkanten" om Blekinge och Södra Möres båtsmän
5. 1 2  Sjögren, Otto (1932). Sverige geografisk beskrivning del 3 Blekinge, Kristianstads, Malmöhus och Hallands län samt staden Göteborg. Stockholm: Wahlström & Widstrand. Libris 9940
6. 1 2 3  Nationalencyklopedin
7. ↑  Fornlämningar, Statens historiska museum: Förkärla socken
8. ↑  Fornminnesregistret, Riksantikvarieämbetet: Förkärla socken Fornminnen i socknen erhålls på kartan genom att skriva in sockennamn (utan "socken") i "Ange geografiskt område"